# Carlo Felice Trossi

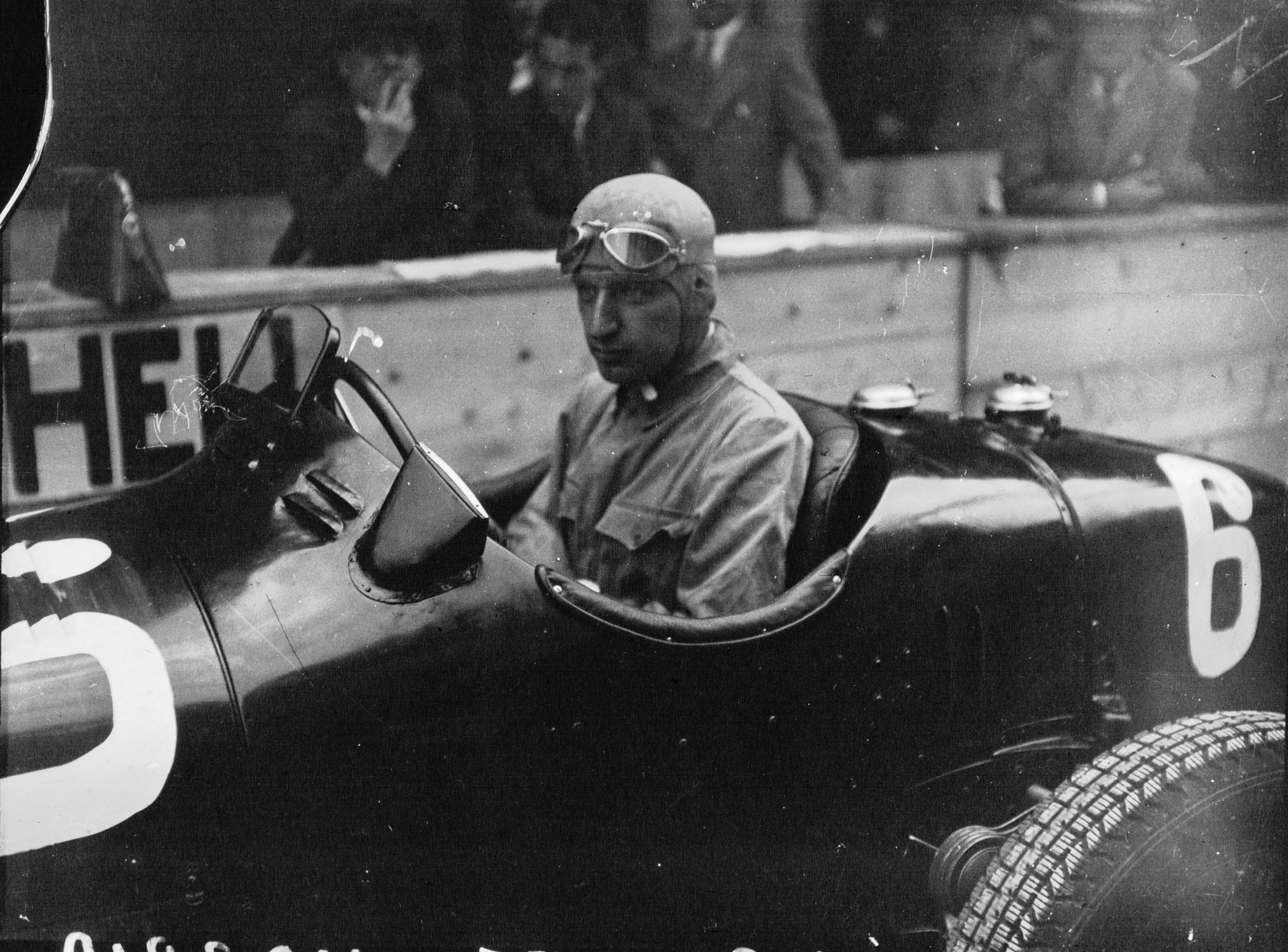
Carlo Felice Trossi beim Großen Preis von Montreux 1934

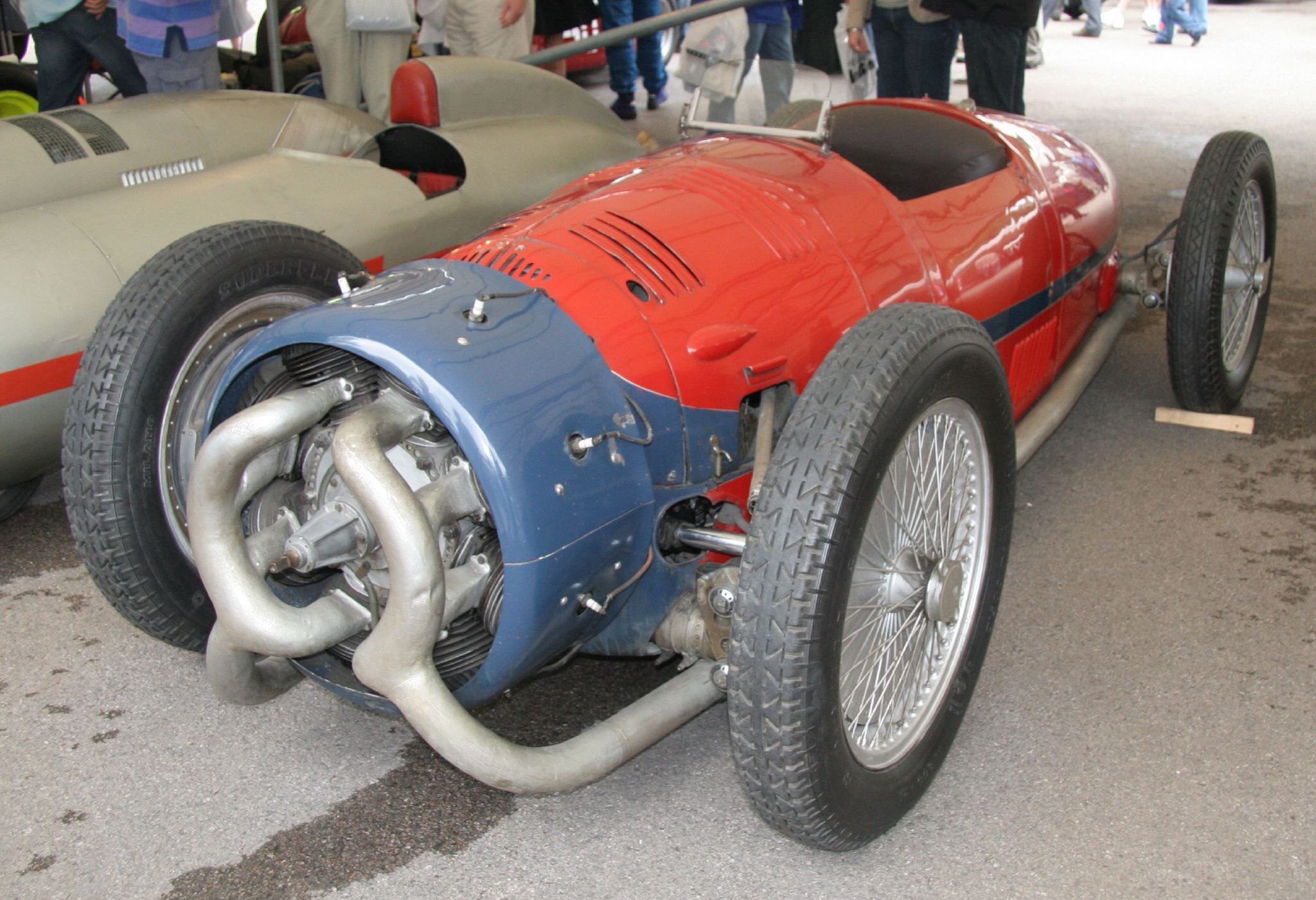
Monaco-Trossi von 1935

Carlo Felice Trossi di Pian Villar, Conte di Trossi (* 27. April 1908 in Biella; † 5. Mai 1949 in Mailand) war ein italienischer Automobilrennfahrer.

## Karriere
Graf Carlo Felice Trossi gehörte zu den gut situierten Herrenfahrern, die den Rennsport nicht als Brotberuf, sondern als nervenkitzelnden Zeitvertreib sahen. Allerdings wies er mehr Talent auf als die meisten seiner aristokratischen Kollegen.
1932 war er bei einem Bergrennen in einem Mercedes-Benz-Sportwagen erstmals zu sehen; für die nächsten Jahre erwarb er einen Alfa Romeo. Da die deutschen Teams Mercedes und Auto Union kein Auto an Privatiers verkauften, konzentrierte er sich auf Bergrennen und Rennen der Voiturette-Klasse, wo er zahlreiche Siege feiern konnte. So konnte er 1933 die Europa-Bergmeisterschaft für Rennwagen gewinnen. Oft ließ Trossi alle Konkurrenten hinter sich, jedoch wies er große Leistungsschwankungen auf. Neben dem Autosport bestritt er auch Motorbootrennen.
Für den Großen Preis von Italien 1935 baute Trossi zusammen mit dem Ingenieur Augusto Monaco einen Monoposto mit 16-Zylinder-Sternmotor vor der Vorderachse und mit Frontantrieb, den Monaco-Trossi. Der Motor des Wagens war ein luftgekühlter Zweitakter mit zwei Kompressoren und einem Hubraum von 3982 cm³. Er leistete 250 PS bei 6000/min. Das Leergewicht des Wagens, dessen Karosserie einem Flugzeugrumpf ähnelte, lag bei 710 kg. Die Räder waren einzeln an Doppelquerlenkern mit flach liegenden Schraubenfedern aufgehängt. Bedingt durch die Frontlastigkeit untersteuerte der Wagen sehr stark, sodass er zwar an Testfahrten, nicht aber am Rennen teilnahm.
Nach dem Krieg stieß er zum Alfa-Romeo-Werksteam, dem besten Team der Nachkriegszeit. Er gewann den Grand Prix von Italien 1947 und den Großen Preis der Schweiz 1948.
Bei seinem letzten Erfolg war er schon von einem Krebsleiden gezeichnet, an dem er 1949 im Alter von 41 Jahren starb.